# Luis Orta
Luis Alberto Orta Sánchez (ur. 22 sierpnia 1994) – kubański zapaśnik walczący w stylu klasycznym. Złoty medalista olimpijski z Tokio 2020 w kategorii 60 kg i brązowy z Paryża 2024 w 67 kg.
Mistrz świata w 2023. Złoty medalista igrzysk panamerykańskich w 2023 i brązowy w 2019. Mistrz panamerykański w 2018, 2019, 2023 i 2025. Triumfator igrzysk Ameryki Środkowej i Karaibów w 2018 i 2023. Złoty medalista mistrzostw Ameryki Centralnej i Karaibów w 2018 roku.